# Magnolia ashtonii
Magnolia ashtonii är en magnoliaväxtart som beskrevs av James Edgar Dandy och Hans Peter Nooteboom. Magnolia ashtonii ingår i släktet Magnolia och familjen magnoliaväxter. Inga underarter finns listade i Catalogue of Life.